# جيمس بروكس (رسام)
جيمس بروكس (بالإنجليزية: James Brooks)‏ هو رسام أمريكي، ولد في 18 أكتوبر 1906 في سانت لويس في الولايات المتحدة، وتوفي في 9 مارس 1992 في إيست هامبتون في الولايات المتحدة.

## روابط خارجية
- جيمس بروكس على موقع ديسكوغز (الإنجليزية)